# Brandon Garrett
Brandon Dominique Garrett (Phoenix, 30 agosto 1990) è un cestista statunitense.

## Palmarès
- Coppa di Svizzera: 1

Lions de Genève: 2017
- Supercoppa di Svizzera: 1

Fribourg Olympic: 2020